# Dyviks naturreservat
Dyviks naturreservat är ett naturreservat i Tyresö kommun i Stockholms län.
Området är naturskyddat sedan 1960 och är 6,6 hektar stort. Reservatet omfattar sydostbranter på Brevikshalvön ner mot Ällmorafjärden. Reservatet består av ängsmark med ekar närmast vattnet och lind, ask och ek i branten.